# 鬼検事
『鬼検事』（おにけんじ）は、1963年11月13日に公開された日本の映画。

## スタッフ
- 監督：関川秀雄
- 脚本：村尾昭
- 企画：登石雋一
- 撮影：高梨昇
- 美術：中村修一郎
- 音楽：鏑木創

## キャスト
- 野上英一：高倉健
- 志村明男：今井健二
- 志村美奈子：宮園純子
- 河野梨枝：岩崎加根子
- 風間剛三：小沢栄太郎
- 志村恭介：松本克平
- 土屋義一：北竜二
- 由紀：沢たまき
- ルミ：清水道子
- 千恵子：松風利栄子
- 工藤：沢彰謙
- 野島：安藤三男
- 正木事務官：河合絃司
- 梶岡部長：峯方嶺
- 峰岸デスク：浜田寅彦
- 野上貞子：荒木道子
- 石丸由三：三島雅夫
- 野上遼太郎：山村聡

| スタブアイコン | サブスタブ | この項目は、まだ閲覧者の調べものの参照としては役立たない、映画に関連した書きかけの項目です。この項目を加筆・訂正などしてくださる協力者を求めています（P:映画/PJ:映画）。 |